# 吉氏叉吻魴鮄
吉氏叉吻魴鮄為輻鰭魚綱鮋形目牛尾魚亞目黃魴鮄科的其中一種，分布於中東太平洋夏威夷群島海域，棲息深度379-389公尺，體長可達18.5公分，為底棲性魚類，屬肉食性，生活在大陸棚及大陸坡。